# Bécassine (oiseau)
Pour les articles homonymes, voir Bécassine.
Taxons concernés
Dans la famille des Scolopacidae les genres :
- Coenocorypha
- Gallinago
- Lymnocryptesmodifier

Bécassine est le nom que la nomenclature aviaire en langue française (mise à jour) donne à 20 espèces d'oiseaux qui constituent 3 des genres de la famille des Scolopacidae. Apparentée à la bécasse, elle s'en distingue par une plus petite taille et aussi quelques différences morphologiques.

## Liste des oiseaux appelés «bécassine» en français
- Bécassine à queue pointue - Gallinago stenura - Pin-tailed Snipe
- Bécassine africaine - Gallinago nigripennis - African Snipe
- Bécassine d'Auckland - Coenocorypha aucklandica - New Zealand Snipe
- Bécassine de Magellan - Gallinago magellanica - Magellanic Snipe
- Bécassine de Strickland - Gallinago stricklandii - Fuegian Snipe
- Bécassine de Swinhoe - Gallinago megala - Swinhoe's Snipe
- Bécassine de Wilson - Gallinago delicata - Wilson's Snipe
- Bécassine des bois - Gallinago nemoricola - Wood Snipe
- Bécassine des Chatham - Coenocorypha pusilla - Chatham Snipe
- Bécassine des marais - Gallinago gallinago - Common Snipe
- Bécassine des paramos - Gallinago jamesoni - Andean Snipe
- Bécassine double - Gallinago media - Great Snipe
- Bécassine du Japon - Gallinago hardwickii - Latham's Snipe
- Bécassine du Paraguay - Gallinago paraguaiae - South American Snipe
- Bécassine de la puna - Gallinago andina - Puna Snipe
- Bécassine géante - Gallinago undulata - Giant Snipe
- Bécassine impériale - Gallinago imperialis - Imperial Snipe
- Bécassine malgache - Gallinago macrodactyla - Madagascar Snipe
- Bécassine noble - Gallinago nobilis - Noble Snipe
- Bécassine solitaire - Gallinago solitaria - Solitary Snipe
- Bécassine sourde - Lymnocryptes minimus - Jack Snipe

## Anecdote
Cet animal donna le nom au personnage de bande dessinée créé en 1905 Bécassine.

## Liste des espèces deFrance
- Bécassine des marais (Gallinago gallinago),
- Bécassine double (Gallinago media), parfois nommée Bécassine royale ou Grande bécassine,
- Bécassine sourde (Lymnocryptes minimus), parfois nommée Petite bécassine ou bécassine muette.